# Scutigera tancitarona
Scutigera tancitarona är en mångfotingart som beskrevs av Chamberlin 1942. Scutigera tancitarona ingår i släktet Scutigera och familjen spindelfotingar. Inga underarter finns listade i Catalogue of Life.